# Пожар
 Тази статия е за бедствието.  За филма вижте Пожар (филм).  
Пожарът е неконтролирано горене, което заплашва човешкия живот и здраве, материални ценности или природната среда. Пожарът може да бъде инцидентен или умишлено предизвикан (палеж) с цел саботаж или в резултат на пиромания, или е причинен нежелано.
Пожарът е горене, разпространяващо се без контрол във времето и пространството, характеризиращо се с отделяне на топлина, придружено с дим или пламъци, или и двете (БДС ISO 8421 -1).
Пожарът е сложен комплекс от физико-химични явления, в основата на които лежат нестационарни, т.е. изменящи се във времето процеси на горене, топло и масообмен.